# Multiplex Teleko DAB
Multiplex Teleko DAB je regionálním multiplexem digitálního rozhlasového vysílání DAB+ v České republice, ve kterém vysílají komerční rádia a veřejnoprávní stanice ČRo Hradec Králové, která se nevešla do veřejnoprávního multiplexu ČRo DAB+. Provozuje ho společnost TELEKO digital, a.s.
Multiplex je plně regionalizovatelný a je rozdělen do 2 regionů:
| Region                              | Ensemble ID | Label       |
| ----------------------------------- | ----------- | ----------- |
| Severovýchodní Čechy (LB + HK kraj) | 0x2101      | TELEKO DAB2 |
| Kraje PAR, Vysočina, OL, JM, SM, ZL | 0x2111      | TELEKO DAB1 |

## Rozhlasové stanice v multiplexu
TELEKO DAB1:
| Stanice         | Logo | Název          | Název krátký | Bitová rychlost | Mód zvuku | Kodek     | Ochrana | ID | SID  |
| --------------- | ---- | -------------- | ------------ | --------------- | --------- | --------- | ------- | -- | ---- |
| DAB Plus Top 40 |      | DAB plus TOP40 | TOP40        | 96 kbit/s       | Stereo    | AAC-LC    | EEP 1-A | 13 | 2FB5 |
| Radio Proglas   |      | Radio PROGLAS  | PROGLAS      | 96 kbit/s       | Stereo    | HE-AAC v1 | EEP 1-A | 4  | 2AA1 |
| ZUN rádio       |      | ZUN radio      | ZUN          | 96 kbit/s       | Stereo    | HE-AAC v1 | EEP 1-A | 0  | 2F76 |
| Rádio 7         |      | Radio 7        | Radio 7      | 96 kbit/s       | Stereo    | HE-AAC v1 | EEP 1-A | 5  | 2FB9 |

TELEKO DAB2:
| Stanice            | Logo | Název          | Název krátký | Bitová rychlost | Mód zvuku | Kodek     | Ochrana | ID | SID  |
| ------------------ | ---- | -------------- | ------------ | --------------- | --------- | --------- | ------- | -- | ---- |
| DAB Plus Top 40    |      | DAB plus TOP40 | TOP40        | 96 kbit/s       | Stereo    | AAC-LC    | EEP 1-A | 13 | 2FB5 |
| ČRo Hradec Králové |      | CRo-H.KRALOVE  | R-HK         | 96 kbit/s       | Stereo    | AAC-LC    | EEP 1-A | 1  | 280A |
| Radio Proglas      |      | Radio PROGLAS  | PROGLAS      | 96 kbit/s       | Stereo    | HE-AAC v1 | EEP 1-A | 4  | 2AA1 |
| Rádio 7            |      | Radio 7        | Radio 7      | 96 kbit/s       | Stereo    | HE-AAC v1 | EEP 1-A | 5  | 2FB9 |

## Vysílače multiplexu
Multiplex Teleko DAB je šířen z následujících vysílačů:
| Vysílač                             | Kanál | Kmitočet    | Výkon (ERP) | Polarizace | Ensemble ID |
| ----------------------------------- | ----- | ----------- | ----------- | ---------- | ----------- |
| Liberec / Proseč                    | 7C    | 192,352 MHz | 1 kW        | vertikální | 0x2101      |
| Trutnov / Černá hora                | 7C    | 192,352 MHz | 7 kW        | vertikální | 0x2101      |
| Hradec Králové / Stěžery            | 7C    | 192,352 MHz | 4 kW        | vertikální | 0x2101      |
| Frýdek-Místek / Lysá hora           | 10D   | 215,072 MHz | 2 kW        | vertikální | 0x2111      |
| Jihlava / Strážník                  | 10D   | 215,072 MHz | 5 kW        | vertikální | 0x2111      |
| Olomouc / Regionální centrum        | 10D   | 215,072 MHz | 1,5 kW      | vertikální | 0x2111      |
| Zlín / Mladcová                     | 10D   | 215,072 MHz | 1 kW        | vertikální | 0x2111      |
| Nové Mesto n/Váhom / Veľká Javorina | 10D   | 215,072 MHz | 5 kW        | vertikální | 0x2111      |
| Brno / Barvičova                    | 10D   | 215,072 MHz | 2,5 kW      | vertikální | 0x2111      |
| Králíky / Suchý vrch (rozhledna)    | 10D   | 215,072 MHz | 3,2 kW      | vertikální | 0x2111      |
| Znojmo / Kuchařovice                | 10D   | 215,072 MHz | 1 kW        | vertikální | 0x2111      |
| Třebíč / Čechtín                    | 10D   | 215,072 MHz | 10 kW       | vertikální | 0x2111      |